# Король, дама, валет
«Король, дама, валет» — роман Володимира Набокова. Написаний російською мовою в берлінський період життя, в 1928 році. В мемуарах Набокова відмічається, що за весь час життя в Німеччині він не зійшовся з жодним німцем. Це відчуження грає роль в романі і виражається у неприязному відношенні до героїв.

## Сюжет
Молодий недосвідчений парубок приїздить до Берліна, де йому обіцяють місце в магазині дядька. Останній живе у шлюбі з жінкою, що вийшла за нього через гроші і абсолютно байдужа до нього.
Дуже скоро дружина заводить роман з молодим чоловіком, і навіть виношує з ним плани вбити чоловіка. Проте, дружина помирає від пневмонії раніше вбивства, на щастя для головного героя.